# Helipad

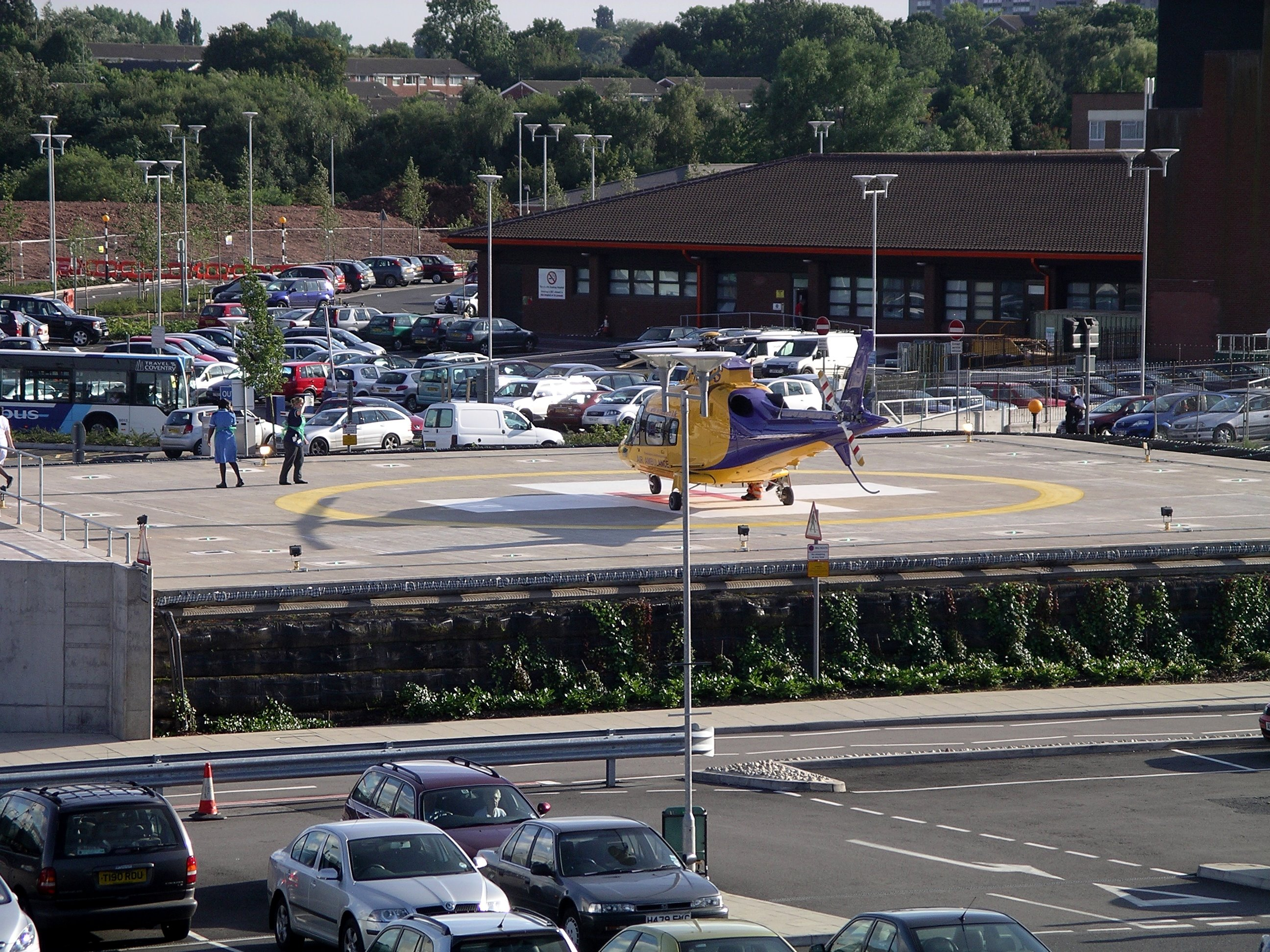
Nemocniční helipad.

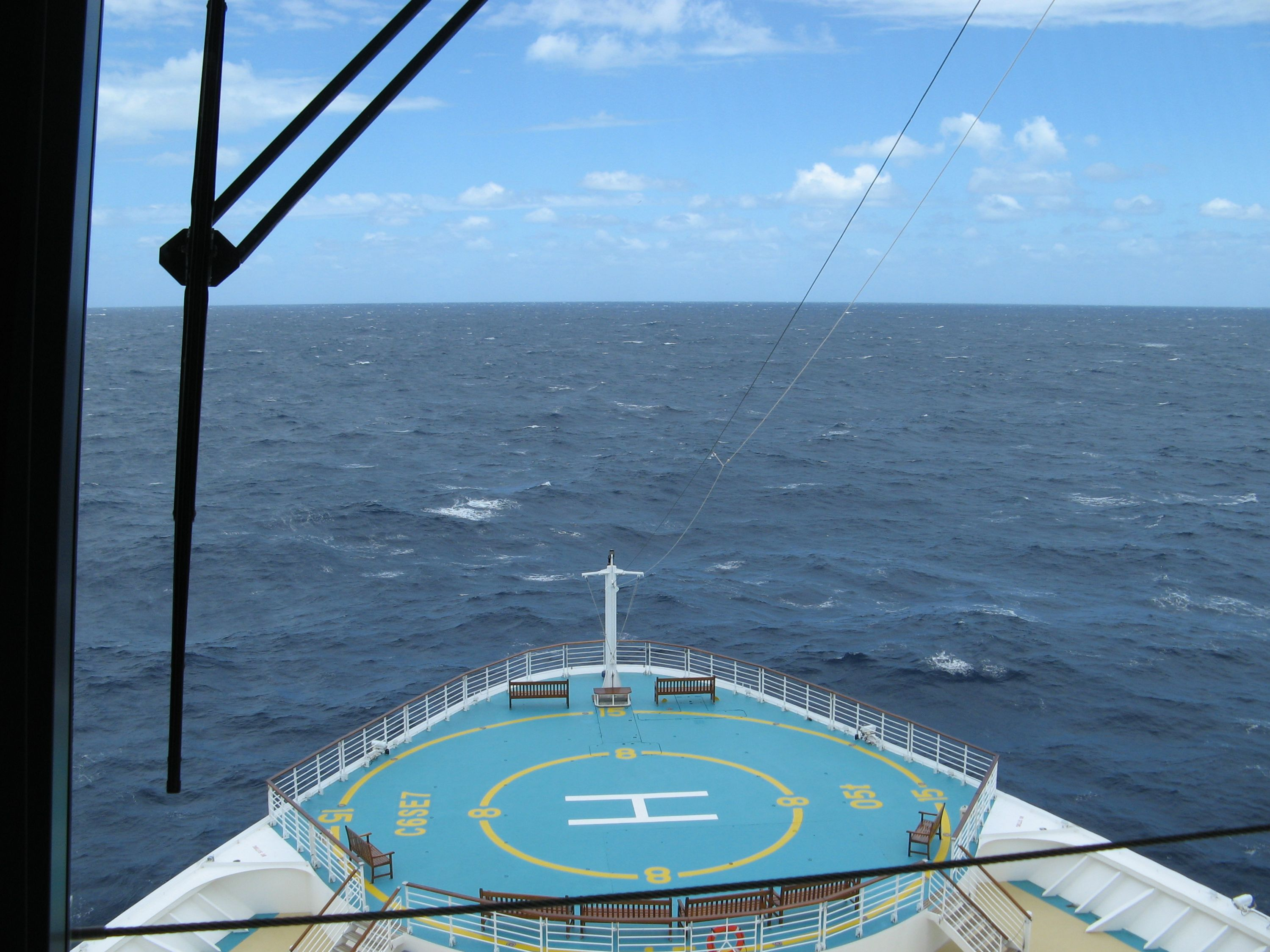
Helipad na lodi

Helipad je přistávací plocha pro helikoptéru. Nejčastěji bývá umístěn poblíž nemocnic, továren, v armádních prostorách, na lodích aj., díky tomu mohou helikoptéry pohodlně přistávat a dopravovat cestující rychle a účinně. Helipady jsou většinou lokalizovány na střeše budov a velikostně jsou menší než heliporty.